# Žabljek
Žabljek este o localitate din comuna Slovenska Bistrica, Slovenia, cu o populație de u94 locuitori.